# Cr 173
Cr 173 è una brillante associazione OB situata nella costellazione australe delle Vele, sul confine con la Poppa. Di fatto coincide con la brillante associazione Vela OB2.

## Osservazione

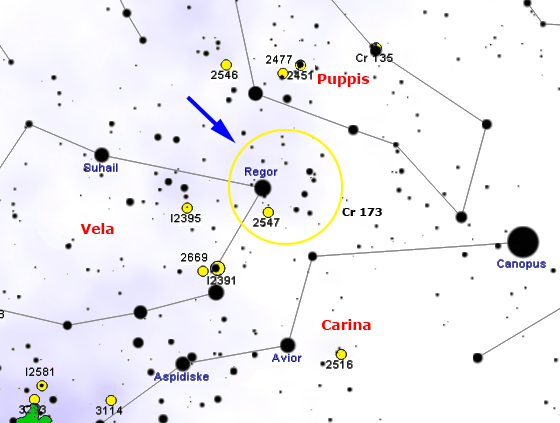
Carta per l'individuazione di Cr 173.

L'ammasso occupa l'intera sezione meridionale della costellazione della Poppa, sconfinando in buona parte pure nelle Vele. È perfettamente individuabile anche ad occhio nudo, grazie alla luminosità delle sue componenti stellari più brillanti, che raggiungono la quinta e la quarta magnitudine; questo agglomerato di stelle domina questa parte di cielo grazie alla concentrazione di astri luminosi. Attraverso un binocolo appare tuttavia come un vago addensamento di astri, leggermente più ricco del resto del cielo, e spesso non è possibile vederlo per intero, date le sue vaste dimensioni angolari.
La sua declinazione è fortemente australe; ciò fa sì che la sua visibilità dalle regioni dell'emisfero boreale ne risulti fortemente penalizzata. La stella γ Velorum, posta nella parte centrale dell'associazione, è osservabile solo a sud del 47º parallelo nord, mentre le altre componenti si trovano a declinazioni anche più meridionali. Dall'emisfero australe, al contrario, questo gruppo di stelle domina il tratto di Via Lattea in cui si trova, al centro dell'antica costellazione della Nave Argo. Il periodo più propizio per la sua osservazione nel cielo serale ricade nei mesi compresi fra gennaio e maggio, specialmente dall'emisfero sud.

## Caratteristiche
Si tratta dell'associazione OB nota come Vela OB2, posta nel vicino Braccio di Orione, la quale è responsabile del generico addensamento di stelle visibile in direzione dell'antica costellazione della Nave Argo. All'ammasso appartengono gran parte delle stelle comprese fra la quinta e la settima magnitudine apparente visibile in quest'area. Vela OB2 è una delle associazioni OB più vicine in assoluto, dopo l'associazione Scorpius-Centaurus; essendo alla distanza media di circa 410-420 parsec (1335-1370 anni luce), viene a trovarsi fisicamente all'interno della Nebulosa di Gum, un'immensa nebulosa probabilmente causata dall'esplosione di diverse supernovae. L'associazione conta quasi un centinaio di componenti sparse su un diametro di circa 6°, le più luminose delle quali sarebbero la stessa γ Velorum, situata apparentemente presso il suo centro geometrico, più altre stelle di quarta e quinta magnitudine, come HD 68324, HD 64740 e HD 65818. Con lo studio dei dati del satellite Hipparcos, si è potuto determinare che l'associazione Vela OB2 di fatto coincide con l'esteso ammasso aperto catalogato negli anni trenta da Per Collinder con la sigla Cr 173, sebbene egli gli diede una diversa distanza. In effetti le stime sulla distanza di quest'associazione sono a tratti controverse, variando dai 380 ai 500 parsec.
Alcuni scienziati hanno messo in dubbio l'appartenenza effettiva di γ Velorum all'associazione, poiché la sua età sarebbe diversa rispetto alle stelle dell'associazione stessa: Vela OB2 avrebbe infatti un'età di circa 10-20 milioni di anni, mentre γ Velorum sarebbe più giovane, con un'età di circa 3-4 milioni di anni. Gli stessi scienziati hanno ipotizzato che l'intensa radiazione ultravioletta di questa stella di Wolf-Rayet possa aver spazzato via il gas residuo, interrompendo di fatto la formazione stellare. γ Velorum si collocherebbe inoltre al centro di un ben distinto sottogruppo, posto nei pressi dell'associazione; probabilmente questa separazione è dovuta al fatto che i processi di formazione stellare hanno avuto luogo in più punti distinti dell'originaria nube molecolare gigante e in sequenza temporale.

### Opere generali
- A. De Blasi, Le stelle: nascita, evoluzione e morte, Bologna, CLUEB, 2002, ISBN 88-491-1832-5.

### Carte celesti
- Toshimi Taki, Taki's 8.5 Magnitude Star Atlas, su geocities.jp, 2005. URL consultato il 7 novembre 2010 (archiviato dall'url originale il 5 novembre 2018). - Atlante celeste liberamente scaricabile in formato PDF.
- Tirion, Rappaport, Lovi, Uranometria 2000.0 - Volume II - The Southern Hemisphere to +6°, Richmond, Virginia, USA, Willmann-Bell, inc., 1987, ISBN 0-943396-15-8.
- Tirion, Sinnott, Sky Atlas 2000.0, 2ª ed., Cambridge, USA, Cambridge University Press, 1998, ISBN 0-933346-90-5.